# Björnekulla socken
Björnekulla socken i Skåne ingick i Södra Åsbo härad, ombildades 1946 till Åstorps köping och området ingår sedan 1971 i Åstorps kommun och motsvarar från 2016 Björnekulla distrikt.
Socknens areal är 16,90 kvadratkilometer land. År 2000 fanns här 7 507 invånare.  Huvuddelen av tätorten Åstorp med sockenkyrkan Björnekulla kyrka ligger i socknen.

## Administrativ historik
Socknen har medeltida ursprung. 
Vid kommunreformen 1862 övergick socknens ansvar för de kyrkliga frågorna till Björnekulla församling och för de borgerliga frågorna bildades Björnekulla landskommun. Landskommunen ombildades 1946 till Åstorps köping som 1971 ombildades till Åstorps kommun. Församlingen uppgick 2002 i Björnekulla-Västra Broby församling.
1 januari 2016 inrättades distriktet Björnekulla, med samma omfattning som församlingen hade 1999/2000.
Socknen har tillhört län, fögderier, tingslag och domsagor enligt vad som beskrivs i artikeln Södra Åsbo härad. De indelta soldaterna tillhörde Norra skånska infanteriregementet, Norra Åsbo kompani och Skånska husarregementet, Silvåkra skvadron, Bjäre härads kompani.

## Geografi

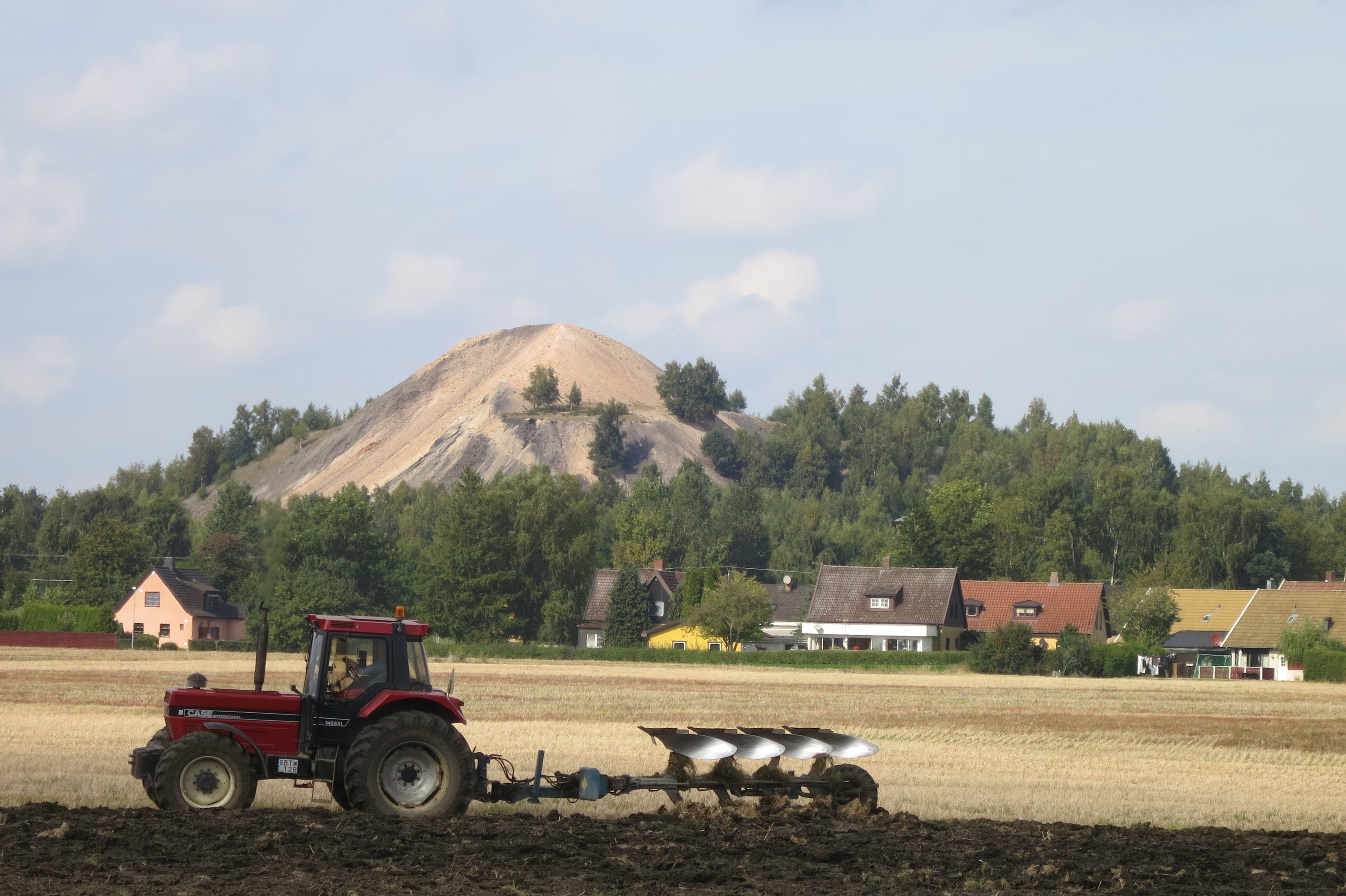
Slagghögen i Nyvång

Björnekulla socken ligger nordost om Helsingborg med Söderåsen i söder. Socknen är en odlad slättbygd med kuperad skogsbygd i söder.

## Fornlämningar
Från järnåldern finns ett gravfält.

## Namnet
Namnet skrevs i början av 1200-talet Biarnacolle och kommer från kyrkbyn. Efterleden innehåller kulle. Förleden innehåller björn eller mansnamnet Björn..